# Crève salope
 (octobre 2016).
Si vous disposez d'ouvrages ou d'articles de référence ou si vous connaissez des sites web de qualité traitant du thème abordé ici, merci de compléter l'article en donnant les références utiles à sa vérifiabilité et en les liant à la section « Notes et références ».
Crève salope est la première chanson de Renaud, qu'il a écrite à l'âge de seize ans. Elle fut apparemment inspirée par un tract du même nom, publié à Bordeaux en avril 1968. 

## Histoire
Elle fut chantée a cappella dans la Sorbonne occupée mais n'a jamais été éditée en disque. Devenu un « mini hymne » de Mai 68, elle a été reprise sur les barricades et devint presque le signe de ralliement des étudiants en colère[réf. nécessaire]. Elle fut chantée sur trois accords de guitare.
La « salope », c'est la société. Chaque couplet dénonce une forme d'autorité (paternelle, professorale, policière et religieuse). À la fin de la chanson, l'autorité de l'État met fin à cette rébellion.

## Commentaire
Voici ce que Renaud en dit :

« C'était ma première chanson Crève Salope. Une chanson qui a fait le tour des lycées, qui est devenu un hymne en 68. Je l'ai chantée à la Sorbonne et au lycée Montaigne occupé. Au premier couplet, je remets en cause l'autorité du père, ensuite du prof, du flic et du curé. Je l'ai chantée partout et tous les types qu'avaient une guitare disaient : « Ouah, super ! » Le refrain était très populaire, très entraînant, très à chanter en chœur. Le premier mec avec une guitare me disait : « Ouah, écris-moi les paroles, je vais les chanter ». Et il rentrait dans son comité d'action, dans son lycée à lui. Et puis, ça a fait le tour de Paris. Il y a au moins cinq cents personnes qui l'ont écoutée, cette chanson. »

Et dans son autobiographie, à la suite du récit de sa rencontre avec le chanteur Évariste (Joël Sternheimer) :

« Ma guitare sur les genoux, un tract retourné pour bloc-notes, j'écris et je compose ce jour-là en une petite heure Crève salope ! [...] Le soir même, j'interprète ma chanson dans un des amphis bondés de la Sorbonne. On applaudit, on me réclame la musique, les paroles. La musique, je ne sais ni l'écrire ni la lire, j'ai emprunté trois accords à Hugues Aufray. Mais je distribue les paroles et quelques jours plus tard, j'apprends que Crève salope ! est reprise dans les lycées occupés et dans plusieurs universités. D'une outrance affligeante, ma chansonnette n'en devient pas moins un des hymnes de Mai 68.
Quelques jours plus tard, de passage à la maison, j'entonne mon premier « succès » devant mes parents. Quand j'y songe aujourd'hui, un demi-siècle plus tard, j'en ai les larmes aux yeux. Certes, j'ai l'excuse de mes seize ans, de l'ivresse dans laquelle je baigne nuit et jour depuis le début du printemps, mais quand même. Comment est-ce que j'ose assener de telles insultes à mon pauvre père ? Je le vois pâlir, se décomposer, alors même que dans ma naïveté j'attends qu'il me félicite pour cette première « œuvre », paroles et musique de son fils, n'est-ce pas ? « C'est ignoble ! Une chanson de petit voyou ! Tu me fais honte », grince-t-il, avant de quitter la pièce. »